# فيلهلم هوغنر
فيلهلم هوغنر (بالألمانية: Wilhelm Hoegner) (23 سبتمبر 1887 في ميونخ - 5 مارس 1980 في ميونخ) كان سياسياً  ألمانياً ينتمي للحزب الديموقراطي الاجتماعي (SPD). شغل منصب رئيس وزراء ولاية بافاريا بعد الحرب العالمية الثانية في الفترتين (1945-1946 و 1954-1957) ويعد الأب المؤسس للدستور البافاري. هو الديموقراطي الاجتماعي الوحيد الذي شغل هذا المنصب منذ عام 1920، حيث أن جميع حكام ولاية بافاريا الذين جاؤوا بعده (حسب 2018) ينتمون لحزب الاتحاد الاجتماعي المسيحي (CSU). كما شغل منصب الوزير الاتحادي للعدل من 1945 حتى 1947 ومنصب وزير الداخلية الاتحادي من 1950 حتى 1954.

## روابط خارجية
- فيلهلم هوغنر على موقع مونزينجر (الألمانية)